# Anglikanische Diözese Portsmouth

Wappen

Die Diözese Portsmouth ist eine Diözese der Church of England in der Province of Canterbury. Ihr Sitz ist die Cathedral Church of St. Thomas of Canterbury in der südenglischen Stadt Portsmouth. Diözesanbischof ist seit 2022 Jonathan Frost.

## Gebiet
Das Gebiet der Diözese umfasst Südost-Hampshire und die Isle of Wight.
Es gibt keinen Suffraganbischof in der Diözese.
Archidiakonate gibt es für The Meon, Portsdown und die Isle of Wight.

## Geschichte
Das Bistum Portsmouth wurde am 1. Mai 1927 aus Teilen von Winchester errichtet. Erster Bischof der Diözese war Neville Lovett. 1932 veröffentlichte Sir Charles Nicholson Entwürfe zur Vergrößerung der aus dem Jahr 1180 stammenden Church of St Thomas of Canterbury, die als Kathedrale gewählt worden war. Diese Pläne konnten jedoch nie verwirklicht werden. 1991 wurde die Kathedrale schließlich fertiggestellt, wobei das Gebäude allerdings wesentlich kleiner als geplant ausfiel. 
Das gleichnamige Bistum Portsmouth der römisch-katholischen Kirche wurde im Rahmen der Wiederherstellung der katholischen Hierarchie in England bereits 1882 aus Teilen von Southwark errichtet und stellt somit keinen Verstoß gegen den Roman Catholic Relief Act 1829 oder spätere Regelungen dar, die Personen außerhalb der Church of England verboten, die alten bischöflichen Titel anzunehmen.